# 贝特贝泽尔-达马尼亚克
贝特贝泽尔-达马尼亚克（法語：Betbezer-d'Armagnac，意为“阿马尼亚克的贝特贝泽尔”）是法国朗德省的一个市镇，属于蒙德马桑区。该市镇总面积8.1平方公里，2009年时的人口为142人。

## 人口
贝特贝泽尔-达马尼亚克人口变化图示